# Paramesotriton chinensis
Espèce
Synonymes
- Cynops chinensis Gray, 1859
- Triturus sinensis boringi Herre, 1939

Statut de conservation UICN

 LC  : Préoccupation mineure
Paramesotriton chinensis est une espèce d'urodèles de la famille des Salamandridae.

## Répartition
Cette espèce est endémique de République populaire de Chine. Elle se rencontre de 200 à 1 200 m d'altitude au Anhui, au Zhejiang, au Hunan, au Fujian et au Guangdong,.

## Étymologie
Son nom d'espèce, composé de chin[e] et du suffixe latin -ensis, « qui vit dans, qui habite », lui a été donné en référence au lieu de sa découverte, la Chine.

## Publication originale
- Gray, 1859 : Descriptions of new species of salamanders from China and Siam. Proceedings of the Zoological Society of London, vol. 1859, p. 229-230 (texte intégral).